# Molybdän(IV)-oxid
Molybdän(IV)-oxid ist eine chemische Verbindung aus der Gruppe der Oxide.

## Vorkommen
Molybdän(IV)-oxid kommt sehr selten natürlich als Mineral Tugarinovit vor.

## Gewinnung und Darstellung
Molybdän(IV)-oxid kann durch Reduktion von Molybdän(VI)-oxid mit Wasserstoff, Ammoniak oder elementarem Molybdän oberhalb einer Temperatur von 470 °C  gewonnen werden:
{\displaystyle \mathrm {2\ MoO_{3}+Mo\rightarrow 3\ MoO_{2}} }
Größere Einkristalle können durch chemischen Transport von polykristallinem Molybdän(IV)-oxid mit Iod im Temperaturgefälle 900 zu 700 °C gewonnen werden.

## Eigenschaften
Molybdän(IV)-oxid ist ein braunvioletter Feststoff, der wenig löslich in Wasser ist. Er hat eine monokline Kristallstruktur mit der Raumgruppe P21/c (Raumgruppen-Nr. 14) (a = 558,4 pm, b = 484,2 pm, c = 560,8 pm, β = 120,59°). Sehr feinverteiltes Pulver ist selbstentzündlich an der Luft.

## Verwendung
Molybdän(IV)-oxid kann als Katalysator für Dehydrierung von Alkoholen verwendet werden.